# John Smith (Politiker, 1750)

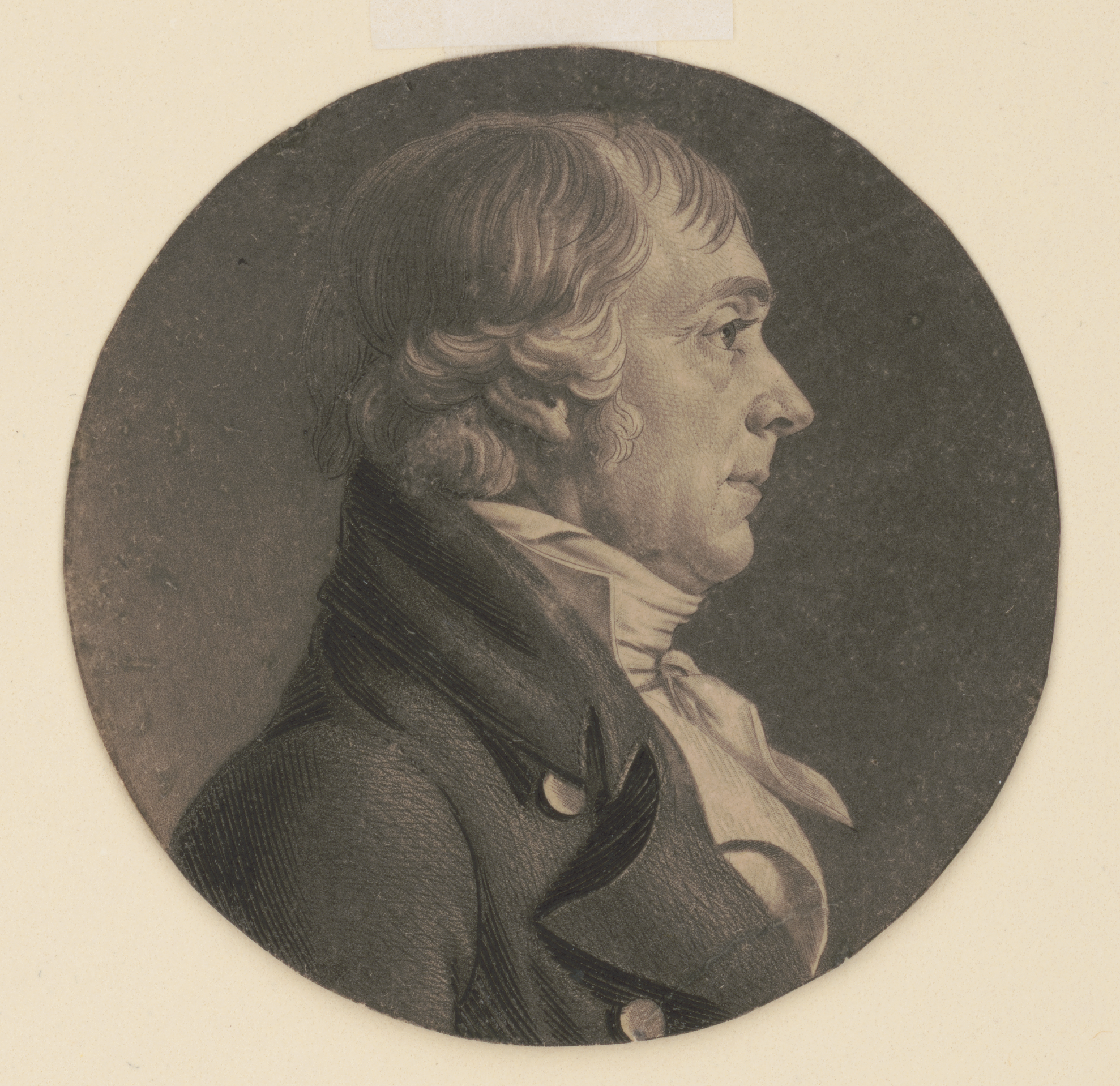
John Smith (1805)

John Smith (* 7. Mai 1750 bei Locust Hill, Middlesex County, Colony of Virginia; † 5. März 1836 bei Middletown, Virginia) war ein US-amerikanischer Politiker. Zwischen 1801 und 1815 vertrat er den Bundesstaat Virginia im US-Repräsentantenhaus.

## Werdegang
Über die Kindheit und Jugend von John Smith geben die Quellen keinen Aufschluss. Im Jahr 1773 zog er in das Frederick County, wo er sich auf dem Anwesen Hackwood als Pflanzer betätigte. Außerdem wurde er Friedensrichter in seiner neuen Heimat. Im Jahr 1774 kämpfte er in einem Indianerkrieg. Smith war auch Teilnehmer am Unabhängigkeitskrieg. Gleichzeitig schlug er eine politische Laufbahn ein. Zwischen 1779 und 1783 war er Mitglied des Abgeordnetenhauses von Virginia; von 1791 bis 1794 gehörte er dem Staatssenat an. Politisch schloss er sich der Ende der 1790er Jahre von Thomas Jefferson gegründeten Demokratisch-Republikanischen Partei an.
Bei den Kongresswahlen des Jahres 1800 wurde Smith im ersten Wahlbezirk von Virginia in das US-Repräsentantenhaus in Washington, D.C. gewählt, wo er am 4. März 1801 die Nachfolge von Robert Page antrat. Nach sechs Wiederwahlen konnte er bis zum 3. März 1815 sieben Legislaturperioden im Kongress absolvieren. Während seiner Zeit als Kongressabgeordneter wurde im Jahr 1803 durch den von Präsident Jefferson getätigten Louisiana Purchase das Staatsgebiet der Vereinigten Staaten beträchtlich erweitert. Im Jahr 1804 wurde der zwölfte Verfassungszusatz ratifiziert. Außerdem fiel der Britisch-Amerikanische Krieg von 1812 in Smiths Zeit als Abgeordneter. Er nahm ungeachtet seines Mandats aktiv an diesem Krieg teil.
Nach dem Ende seiner Zeit im US-Repräsentantenhaus arbeitete John Smith wieder in der Landwirtschaft. Er starb am 5. März 1836 auf dem Anwesen Rockville bei Middletown und wurde auf dem Familienfriedhof auf dem Anwesen Hackwood beigesetzt.